# Gabriel Prieto
Gabriel Antonio Prieto Escobar (Santiago, 2 de febrero de 1961) es un actor y profesor de teatro chileno.

## Biografía
Estudió actuación en la Pontificia Universidad Católica de Chile, donde posteriormente ejercería docencia teatral durante veintiocho años. 
Es uno de los fundadores de la compañía Teatro Aparte, donde junto a Rodrigo Bastidas, Elena Muñoz y Magdalena Max-Neef han escrito y montado varias obras teatrales, entre ellas ¿Quién me escondió los zapatos negros?, De 1 a 10 ¿cuánto me quieres? y Hijos de su madre.
En televisión ha logrado obtener relevancia con roles de reparto en diversas series y telenovelas de género comedia de situaciones. Participó en importantes telenovelas como Los Títeres (en el rol de hijo de Adriana Godan, interpretada por Gloria Münchmeyer), Loca Piel, Brujas, Dama y obrero y Te doy la vida. Fue invitado en diversos episodios de las sitcoms Loco por ti, La Nany, Casado con hijos y Mis años grossos. 
En 2022 protagonizó la película Consuegros de Rodrigo Bastidas.

## Vida personal
Estuvo casado con la actriz Andrea Zuckermann, con quien tiene un hijo llamado Vicente Prieto. 
Es íntimo amigo de los actores Magdalena Max-Neef, Rodrigo Bastidas, Elena Muñoz, Josefina Velasco, Juan Bennett y Rodrigo Muñoz.

## Filmografía
| Año       | Título                         | Papel              | Notas                       |
| --------- | ------------------------------ | ------------------ | --------------------------- |
| 1984      | Los títeres                    | Elías Barros       |                             |
| 1985      | El prisionero de la medianoche | Secuaz             | ¿? episodios                |
| 1988      | Matilde dedos verdes           | Álvaro             |                             |
| 1996      | Loca Piel                      | Rolando Moreira    |                             |
| 1997      | Santiago City                  | Dionisio           |                             |
| 2003      | Cantando aprendo a hablar      | Federico Galopante | 2 episodios                 |
| 2005      | Brujas                         | Emilio Arriagada   |                             |
| 2005      | Amor en tiempo récord          | Samuel Velasco     | ¿? episodios                |
| 2012      | Dama y obrero                  | Olegario Ledesma   |                             |
| 2013      | Socias                         | Médico             | sin acreditar; 12 episodios |
| 2013      | Mamá mechona                   | Víctor Peña        | ¿? episodios                |
| 2014      | Volver a amar                  | Salustio Corrales  |                             |
| 2016      | Te doy la vida                 | Domingo Garrido    |                             |
| 2017      | Dime quién fue                 | Remigio Ayala      | sin acreditar; 6 episodios  |
| 2019-2021 | 100 días para enamorarse       | Leonel Salinas     |                             |
| 2022      | Hasta encontrarte              | Anselmo Cáceres    |                             |

### Series y miniseries
- 2003: El cuento del tío (TVN) como abogado
- 2004: Loco por ti (TVN) como Marco
- 2004: Tiempo final: en tiempo real (TVN) como doctor
- 2005: La vida es una lotería (TVN) como Carlos
- 2005: La Nany (Mega) como Tío Mario
- 2005: Huaiquimán y Tolosa (Canal 13) como Karim
- 2006: La otra cara del espejo (Mega)
- 2007: Héroes (Canal 13) como Ramón Barros Luco
- 2007: Los Galindo (TVN) como Sebastián Burgos
- 2007: Casado con hijos (Mega) como Guatón Páez
- 2009: Mis años grossos (Chilevisión) como Gabriel Bertoni
- 2010: Algo habrán hecho por la historia de Chile (TVN) como Rafael Orrego
- 2011-2014: Infieles (Chilevisión) - Varios personajes
- 2015-2017: Lo que callamos las mujeres (Chilevisión) - Varios personajes

## Filmografía
| Cine | Cine                             | Cine          | Cine                      |
| ---- | -------------------------------- | ------------- | ------------------------- |
| Año  | Película                         | Papel         | Director                  |
| 1996 | Punto rojo                       |               | Alberto Daiber            |
| 2008 | Lokas                            | Mireya        | Gonzalo Justiniano        |
| 2021 | Un Loco Matrimonio en Cuarentena | Padre Enrique | Rodrigo Bastidas          |
| 2022 | Consuegros                       | Esteban       | Rodrigo Bastidas          |
| 2022 | Tracking                         |               | Rodrigo González Larrondo |

## Teatro
- Ánimas de día claro
- 6 Actores y un bonete
- Los zapatos negros
- De uno a diez, ¿Cuánto me quieres?
- Consuegros
- Tu mujer tiene una amante
- Yo, tú y ellos
- El traje nuevo del emperador
- Hijos de su madre
- La nona